# Diego José Lapera Sotolongo
Diego José Lapera Sotolongo   (Cuba, 13 de novembre de 1950) és un jugador de voleibol cubà, ja retirat, que va competir durant les dècades de 1960 i 1970.
El 1972 va prendre part en els Jocs Olímpics d'Estiu de Múnic, on fou desè en la competició de voleibol. Quatre anys més tard, als Jocs de Mont-real, va guanyar la medalla de bronze en la mateixa competició. El 1980, a Moscou, disputà els seus tercers, i darrers, Jocs Olímpics, on aconseguí la setena posició en el torneig de voleibol.
En el seu palmarès també destaquen tres medalles d'or als Jocs Panamericans (1971, 1975 i 1979) i dues medalles d'or als Jocs Centreamericans i del Carib (1970 i 1974).